# Torfowisko Zocie
Torfowisko Zocie este o arie protejată (sit de importanță comunitară — SCI) din Polonia întinsă pe o suprafață de 65,78 ha, integral pe uscat.

## Localizare
Centrul sitului Torfowisko Zocie este situat la coordonatele 53°56′23″N 22°44′26″E / 53.9396°N 22.7406°E.

## Înființare
Situl Torfowisko Zocie a fost declarat sit de importanță comunitară în octombrie 2009 pentru a proteja 1 specie de plante și 2 specii de animale.

## Biodiversitate
Situată în ecoregiunea continentală, aria protejată conține 4 habitate naturale: Mlaștini turboase de tranziție și turbării mișcătoare, Mlaștini alcaline, Păduri de stejar și carpen Galio-Carpinetum, Mlaștini împădurite.
La baza desemnării sitului se află mai multe specii protejate:
- plante (1): moșișoare (Liparis loeselii)
- amfibieni (1): buhai de baltă cu burta roșie (Bombina bombina)
- mamifere (1): castor (Castor fiber)